# Copa del Mundo de Esquí Alpino de 2005-06
La Copa del Mundo de Esquí Alpino de 2005-06 se celebró del 22 de octubre de 2005 al 18 de marzo de 2006 bajo la organización de la Federación Internacional de Esquí (FIS). La final se celebró en la localidad de Åre (Suecia). 

## Tabla de honor
| Categoría       | Masculino          | Nación  | Femenino             | Nación  |
| --------------- | ------------------ | ------- | -------------------- | ------- |
| General         | Benjamin Raich     | Austria | Janica Kostelić      | Croacia |
| Descenso        | Michael Walchhofer | Austria | Michaela Dorfmeister | Austria |
| Eslalon         | Giorgio Rocca      | Italia  | Janica Kostelić      | Croacia |
| Eslalon Gigante | Benjamin Raich     | Austria | Anja Pärson          | Suecia  |
| Super Gigante   | Aksel Lund Svindal | Noruega | Michaela Dorfmeister | Austria |
| Combinada       | Benjamin Raich     | Austria | Janica Kostelić      | Croacia |

## Ganadores por disciplina - masculino

### General
| Puesto | Nombre             | País           | Puntos |
| ------ | ------------------ | -------------- | ------ |
| Oro    | Benjamin Raich     | Austria        | 1.410  |
| Plata  | Aksel Lund Svindal | Noruega        | 1.006  |
| Bronce | Bode Miller        | Estados Unidos | 928    |

### Descenso
| Puesto | Nombre             | País           | Puntos |
| ------ | ------------------ | -------------- | ------ |
| Oro    | Michael Walchhofer | Austria        | 522    |
| Plata  | Fritz Strobl       | Austria        | 491    |
| Bronce | Daron Rahlves      | Estados Unidos | 444    |

### Super Gigante
| Puesto | Nombre             | País           | Puntos |
| ------ | ------------------ | -------------- | ------ |
| Oro    | Aksel Lund Svindal | Noruega        | 284    |
| Plata  | Hermann Maier      | Austria        | 282    |
| Bronce | Daron Rahlves      | Estados Unidos | 269    |

### Eslalon
| Puesto | Nombre         | País           | Puntos |
| ------ | -------------- | -------------- | ------ |
| Oro    | Giorgio Rocca  | Italia         | 547    |
| Plata  | Kalle Palander | Finlandia      | 495    |
| Bronce | Ted Ligety     | Estados Unidos | 411    |

### Eslalon Gigante
| Puesto | Nombre                | País    | Puntos |
| ------ | --------------------- | ------- | ------ |
| Oro    | Benjamin Raich        | Austria | 481    |
| Plata  | Massimiliano Blardone | Italia  | 442    |
| Bronce | Fredrik Nyberg        | Suecia  | 414    |

### Combinada
| Puesto | Nombre             | País           | Puntos |
| ------ | ------------------ | -------------- | ------ |
| Oro    | Benjamin Raich     | Austria        | 345    |
| Plata  | Bode Miller        | Estados Unidos | 200    |
| Plata  | Michael Walchhofer | Austria        | 200    |

## Ganadoras por disciplina - femenino

### General
| Puesto | Nombre               | País    | Puntos |
| ------ | -------------------- | ------- | ------ |
| Oro    | Janica Kostelić      | Croacia | 1.970  |
| Plata  | Anja Pärson          | Suecia  | 1.662  |
| Bronce | Michaela Dorfmeister | Austria | 1.364  |

### Descenso
| Puesto | Nombre               | País           | Puntos |
| ------ | -------------------- | -------------- | ------ |
| Oro    | Michaela Dorfmeister | Austria        | 498    |
| Plata  | Lindsey Kildow       | Estados Unidos | 410    |
| Bronce | Renate Götschl       | Austria        | 315    |

### Super Gigante
| Puesto | Nombre                | País    | Puntos |
| ------ | --------------------- | ------- | ------ |
| Oro    | Michaela Dorfmeister  | Austria | 626    |
| Plata  | Alexandra Meissnitzer | Austria | 437    |
| Bronce | Nadia Styger          | Suiza   | 360    |

### Eslalon
| Puesto | Nombre          | País    | Puntos |
| ------ | --------------- | ------- | ------ |
| Oro    | Janica Kostelić | Croacia | 740    |
| Plata  | Marlies Schild  | Austria | 550    |
| Bronce | Anja Pärson     | Suecia  | 485    |

### Eslalon Gigante
| Puesto | Nombre            | País    | Puntos |
| ------ | ----------------- | ------- | ------ |
| Oro    | Anja Pärson       | Suecia  | 586    |
| Plata  | María José Rienda | España  | 537    |
| Bronce | Janica Kostelić   | Croacia | 464    |

### Combinada
| Puesto | Nombre          | País           | Puntos |
| ------ | --------------- | -------------- | ------ |
| Oro    | Janica Kostelić | Croacia        | 200    |
| Plata  | Anja Pärson     | Suecia         | 160    |
| Bronce | Lindsey Kildow  | Estados Unidos | 110    |

## Copa de las Naciones

### Clasificación total
| Puesto | País           | Puntos |
| ------ | -------------- | ------ |
| Oro    | Austria        | 15.449 |
| Plata  | Estados Unidos | 6.541  |
| Bronce | Italia         | 4.892  |

- Después de 69 competiciones individuales y el Premio de las Naciones.

## Calendario

### Masculino
| Día      | Lugar                           | Prueba          | Ganador                                             |
| 23.10.05 | Sölden Austria                  | Eslalon gigante | Hermann Maier Austria                               |
| 26.10.05 | Lake Louise Canadá              | Descenso        | Fritz Strobl Austria                                |
| 27.10.05 | Lake Louise Canadá              | Super Gigante   | Aksel Lund Svindal Noruega                          |
| 01.12.05 | Beaver Creek Estados Unidos     | Super Gigante   | Hannes Reichelt Austria                             |
| 02.12.05 | Beaver Creek Estados Unidos     | Descenso        | Daron Rahlves Estados Unidos                        |
| 03.12.05 | Beaver Creek Estados Unidos     | Eslalon Gigante | Bode Miller Estados Unidos                          |
| 04.12.05 | Beaver Creek Estados Unidos     | Eslalon         | Giorgio Rocca Italia                                |
| 10.12.05 | Val d'Isère Francia             | Descenso        | Michael Walchhofer Austria                          |
| 11.12.05 | Val d'Isère Francia             | Combinada       | Michael Walchhofer Austria                          |
| 12.12.05 | Madonna di Campiglio Italia     | Eslalon         | Giorgio Rocca Italia                                |
| 16.12.05 | Val Gardena Italia              | Super Gigante   | Hans Grugger Austria                                |
| 17.12.05 | Val Gardena Italia              | Descenso        | Marco Büchel Liechtenstein                          |
| 18.12.05 | Alta Badia Italia               | Eslalon Gigante | Massimiliano Blardone Italia                        |
| 21.12.05 | Kranjska Gora Eslovenia         | Eslalon Gigante | Benjamin Raich Austria                              |
| 22.12.05 | Kranjska Gora Eslovenia         | Eslalon         | Giorgio Rocca Italia                                |
| 29.12.05 | Bormio Italia                   | Descenso        | Daron Rahlves Estados Unidos                        |
| 07.01.06 | Adelboden Suiza                 | Eslalon Gigante | Benjamin Raich Austria                              |
| 08.01.06 | Adelboden Suiza                 | Eslalon         | Giorgio Rocca Italia                                |
| 13.01.06 | Wengen Suiza                    | Combinada       | Benjamin Raich Austria                              |
| 14.01.06 | Wengen Suiza                    | Descenso        | Daron Rahlves Estados Unidos                        |
| 15.01.06 | Wengen Suiza                    | Eslalon         | Giorgio Rocca Italia                                |
| 20.01.06 | Kitzbühel Austria               | Super Gigante   | Hermann Maier Austria                               |
| 21.01.06 | Kitzbühel Austria               | Descenso        | Michael Walchhofer Austria                          |
| 22.01.06 | Kitzbühel Austria               | Eslalon         | Jean-Pierre Vidal Francia                           |
| 22.01.06 | Kitzbühel Austria               | Combinada       | Benjamin Raich Austria                              |
| 24.01.06 | Schladming Austria              | Eslalon         | Kalle Palander Finlandia                            |
| 28.01.06 | Garmisch-Partenkirchen Alemania | Descenso        | Hermann Maier Austria                               |
| 29.01.06 | Garmisch-Partenkirchen Alemania | Super Gigante   | Christoph Gruber Austria                            |
| 03.02.06 | Chamonix Francia                | Combinada       | Benjamin Raich Austria                              |
| 04.02.06 | Chamonix Francia                | Descenso        | cancelado                                           |
| 04.03.06 | Yongpyong Corea del Sur         | Eslalon Gigante | Davide Simoncelli Italia                            |
| 05.03.06 | Yongpyong Corea del Sur         | Eslalon Gigante | Ted Ligety Estados Unidos                           |
| 10.03.06 | Shiga Kogen Japón               | Eslalon         | Benjamin Raich Austria                              |
| 11.03.06 | Shiga Kogen Japón               | Eslalon         | Kalle Palander Finlandia · Reinfried Herbst Austria |
| 15.03.06 | Åre Suecia                      | Descenso        | Aksel Lund Svindal Noruega                          |
| 16.03.06 | Åre Suecia                      | Super Gigante   | Bode Miller Estados Unidos                          |
| 17.03.06 | Åre Suecia                      | Eslalon Gigante | Benjamin Raich Austria                              |
| 18.03.06 | Åre Suecia                      | Eslalon         | Markus Larsson Suecia                               |

### Femenino
| Día      | Lugar                           | Prueba          | Ganador                                                                           |
| 22.10.05 | Sölden Austria                  | Eslalon gigante | Tina Maze Eslovenia                                                               |
| 02.12.05 | Lake Louise Canadá              | Descenso        | Elena Fanchini Italia                                                             |
| 03.12.05 | Lake Louise Canadá              | Descenso        | Lindsey Kildow Estados Unidos                                                     |
| 04.12.05 | Lake Louise Canadá              | Super Gigante   | Alexandra Meissnitzer Austria                                                     |
| 09.12.05 | Aspen Estados Unidos            | Super Gigante   | Nadia Styger Suiza                                                                |
| 10.12.05 | Aspen Estados Unidos            | Eslalon gigante | María José Rienda España                                                          |
| 11.12.05 | Aspen Estados Unidos            | Eslalon         | Anja Pärson Suecia                                                                |
| 17.12.05 | Val d'Isère Francia             | Descenso        | Lindsey Kildow Estados Unidos                                                     |
| 18.12.05 | Val d'Isère Francia             | Super Gigante   | Michaela Dorfmeister Austria                                                      |
| 21.12.05 | Špindlerův Mlýn República Checa | Eslalon Gigante | Janica Kostelić Croacia                                                           |
| 22.12.05 | Špindlerův Mlýn República Checa | Eslalon         | Anja Pärson Suecia                                                                |
| 28.12.05 | Linz Austria                    | Eslalon gigante | Anja Pärson Suecia                                                                |
| 29.12.05 | Linz Austria                    | Eslalon         | Marlies Schild Austria                                                            |
| 05.01.06 | Zagreb-Slemje Croacia           | Eslalon         | Marlies Schild Austria                                                            |
| 07.01.06 | Maribor Eslovenia               | Eslalon Gigante | cancelado                                                                         |
| 08.01.06 | Maribor Eslovenia               | Eslalon         | Marlies Schild Austria                                                            |
| 13.01.06 | Bad Kleinkirchheim Austria      | Descenso        | Anja Pärson Suecia                                                                |
| 14.01.06 | Bad Kleinkirchheim Austria      | Descenso        | Janica Kostelić Croacia                                                           |
| 15.01.06 | Bad Kleinkirchheim Austria      | Super Gigante   | Janica Kostelić Croacia                                                           |
| 20.01.06 | St. Moritz Suiza                | Super Gigante   | Michaela Dorfmeister Austria                                                      |
| 21.01.06 | St. Moritz Suiza                | Descenso        | Michaela Dorfmeister Austria                                                      |
| 22.01.06 | St. Moritz Suiza                | Combinada       | Janica Kostelić Croacia                                                           |
| 27.01.06 | Cortina d'Ampezzo Italia        | Super Gigante   | Anja Pärson Suecia                                                                |
| 28.01.06 | Cortina d'Ampezzo Italia        | Descenso        | Renate Götschl Austria                                                            |
| 29.01.06 | Cortina d'Ampezzo Italia        | Eslalon Gigante | Nicole Hosp Austria                                                               |
| 03.02.06 | Ofterschwang Alemania           | Eslalon Gigante | María José Rienda España                                                          |
| 04.02.06 | Ofterschwang Alemania           | Eslalon Gigante | María José Rienda España · Anja Pärson Suecia                                     |
| 05.02.06 | Ofterschwang Alemania           | Eslalon         | Janica Kostelić Croacia                                                           |
| 03.03.06 | Kvitfjell Noruega               | Super Gigante   | Michaela Dorfmeister Austria · Nadia Styger Suiza · Lindsey Kildow Estados Unidos |
| 04.03.06 | Kvitfjell Noruega               | Combinada       | Janica Kostelić Croacia                                                           |
| 05.03.06 | Kvitfjell Noruega               | Eslalon Gigante | María José Rienda España                                                          |
| 10.03.06 | Levi Finlandia                  | Eslalon         | Janica Kostelić Croacia                                                           |
| 11.03.06 | Levi Finlandia                  | Eslalon         | Anja Pärson Suecia                                                                |
| 15.03.06 | Åre Suecia                      | Descenso        | Anja Pärson Suecia                                                                |
| 16.03.06 | Åre Suecia                      | Super Gigante   | Nicole Hosp Austria                                                               |
| 17.03.06 | Åre Suecia                      | Eslalon         | Janica Kostelić Croacia                                                           |
| 18.03.06 | Åre Suecia                      | Eslalon gigante | Janica Kostelić Croacia                                                           |

- Datos: Q1430290